# Chiasmognathus pashupati
Chiasmognathus pashupati är en biart som beskrevs av Engel 2007. Chiasmognathus pashupati ingår i släktet Chiasmognathus och familjen långtungebin. Inga underarter finns listade i Catalogue of Life.